# Nikolaj Aleksandrovič Saltykov
Nikolaj Aleksandrovič Saltykov (1886 – 19 agosto 1927) è stato un attore e regista russo.

## Filmografia parziale

### Attore
- Antichrist (1915)
- Car' Ivan Vasil'evič Groznyj (1915)
- Rasskaz o semi povešennych (1924)